# ClayFighter 63⅓
ClayFighter 63⅓ est un jeu vidéo de combat sorti en 1997 sur Nintendo 64. Le jeu a été développé et édité par Interplay.
Une version du jeu, ClayFighter 63⅓: Sculptor's Cut, est sortie par la suite. Elle contient des personnages supplémentaires.

## Système de jeu
Il s'agit d'un jeu de combat haut en couleur, qui avait pour originalité de mettre en scène une dizaine de personnages en "pâte à modeler", ainsi qu'une poignée de maps différentes sur le thème de chaque combattant (Banquise, Village vaudou...). Le jeu pouvait également se jouer à deux, les joueurs s'affrontant. 

## À noter
- Le titre du jeu est une parodie des noms de jeu sortant à l'époque sur Nintendo 64 qui avaient tous tendance à se terminer par « 64 » ; cela couplé au titre original du film Y a-t-il un flic pour sauver Hollywood ? (The Naked gun 33 1/3).